# Мориц Пфальцский
Мориц Пфальцский (17 декабря 1620, Кюстрин — сентябрь 1652 или 1652, Карибы) — принц Пфальц-Рейнский, четвёртый сын Фридриха V, курфюрста Пфальца и принцессы Елизаветы Стюарт, единственной дочери короля Англии Якова I.

## Биография
Мориц сопровождал своего старшего брата принца Руперта Пфальцского во время гражданской войны в Англии в 1642 году на стороне их дяди короля Карла I. Он служил под командованием Руперта в кавалерии в битве при Повик-Бридж, где он был ранен, и в битве при Эджхилле. Командовал армией в Глостершире, которая сразилась с сэром Уильямом Воллером в нескольких битвах в 1643 году, в том числе победном сражении на поле Риппл (13 апреля), кульминацией которого стала победа роялистов в битве при Раундуэй Дауне (13 июля). Он принял командование армией в Корнуолле и провёл кампанию на юго-западе до конца года.
В апреле 1644 года он осадил Лайм-Риджис, но был вынужден снять осаду в июне, что нанесло значительный ущерб его военной репутации. Он сражался, но не командовал, в битве при Лостуитиеле и во втором сражении при Ньюбери, а также под командованием Руперта в битве при Нейзби.
В 1645 году он попытался оправдаться за сдачу Рупертом Бристоля перед Карлом I. Несмотря на неудачу, он навлёк на себя позор Руперта. Изгнанный вместе с Рупертом в октябре 1646 года, он служил во французской армии во Фландрии, и воссоединился с Рупертом в 1648 году в качестве вице-адмирала флота. В изгнании он стал рыцарем Ордена Подвязки в 1649 году. В 1652 году во время плавания в Вест-Индию вблизи Виргинских островов он попал в бурю и его флагман HMS Defiance потерпел крушение вместе с принцем на борту.

## Упоминания в литературе
Он также является второстепенным персонажем в историческом романе Лоуренса Норфолка «Праздник Джона Сатурналла», опубликованном 13 сентября 2012 года издательством Bloomsbury Publishing.